# 打浦橋駅
座標: 北緯31度12分27秒 東経121度27分50秒 / 北緯31.20750度 東経121.46389度
打浦橋駅（だほきょうえき）は上海市黄浦区に位置する上海地下鉄9号線の駅である。

## 駅構造
- 島式ホーム1面2線を有する地下駅。

## 駅周辺
打浦橋駅の北には、人気観光地である田子坊がある。

## 歴史
- 2009年12月31日 - 開業。

## 隣の駅
上海軌道交通
■9号線
嘉善路駅 - 打浦橋駅 - 馬当路駅